# Michael Nicklasson
Michael Nicklasson är en svensk musiker från Göteborg. Han var basist i melodisk death metal-bandet Dark Tranquillity 1998 - 2008. Tidigare var Nicklasson gitarrist i bandet Luciferion.

## Diskografi

### Med Dark Tranquillity
- Projector (1999)
- Haven (2000)
- Damage Done (2002)
- Live Damage, dvd (2003)
- Exposures: In Retrospect And Denial (2004)
- Character (2005)
- Fiction (2007)